# Dilar lineolatus
Dilar lineolatus là một loài côn trùng trong họ Dilaridae thuộc bộ Neuroptera. Loài này được Navás miêu tả năm 1909.